# Colaspis favosa
Colaspis favosa är en skalbaggsart som beskrevs av Thomas Say 1824. Colaspis favosa ingår i släktet Colaspis och familjen bladbaggar. Inga underarter finns listade i Catalogue of Life.